# Prionurus microlepidotus
Prionurus microlepidotus és una espècie de peix pertanyent a la família dels acantúrids.

## Descripció
- Pot arribar a fer 70 cm de llargària màxima.
- 8 espines i 21-22 radis tous a l'aleta dorsal i 3 espines i 20-21 radis tous a l'anal.
- És de color gris-marró amb franges fosques als costats del cos.
- Els adults presenten una protuberància al musell.[2][3]

## Alimentació
Menja algues bentòniques.

## Hàbitat
És un peix marí i d'aigua salabrosa, associat als esculls i de clima subtropical (15 °C-20 °C). Els joves acostumen a trobar-se en estuaris i badies.

## Distribució geogràfica
Es troba al Pacífic occidental: el Japó i l'est d'Austràlia, incloent-hi l'illa de Lord Howe.

## Observacions
És inofensiu per als humans.